# Škoda Roomster
Škoda Roomster – samochód osobowo-dostawczy typu kombivan klasy aut miejskich produkowany przez czeską markę Škoda w latach 2006 – 2015.

## Historia i opis modelu

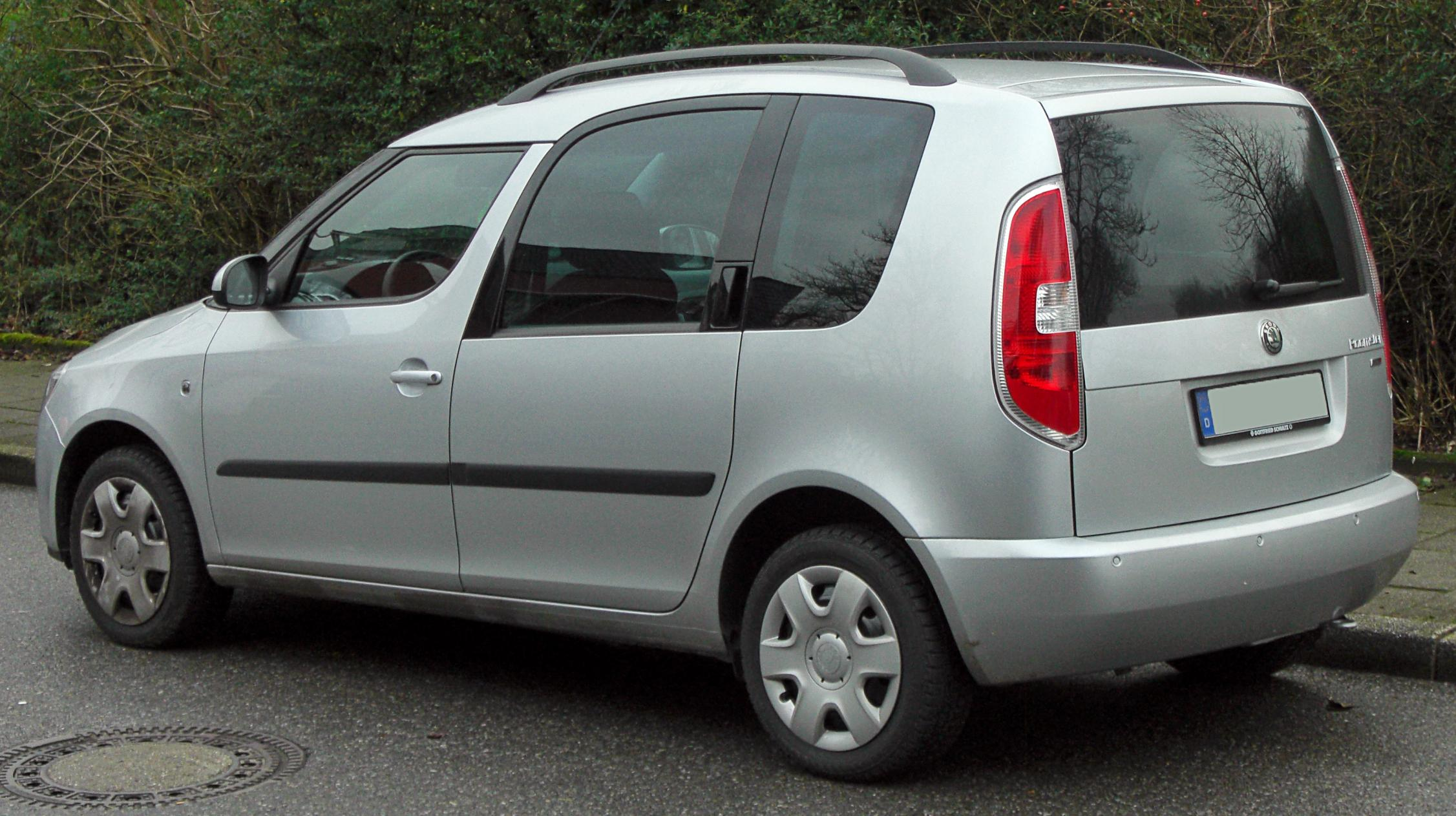
Škoda Roomster - tył

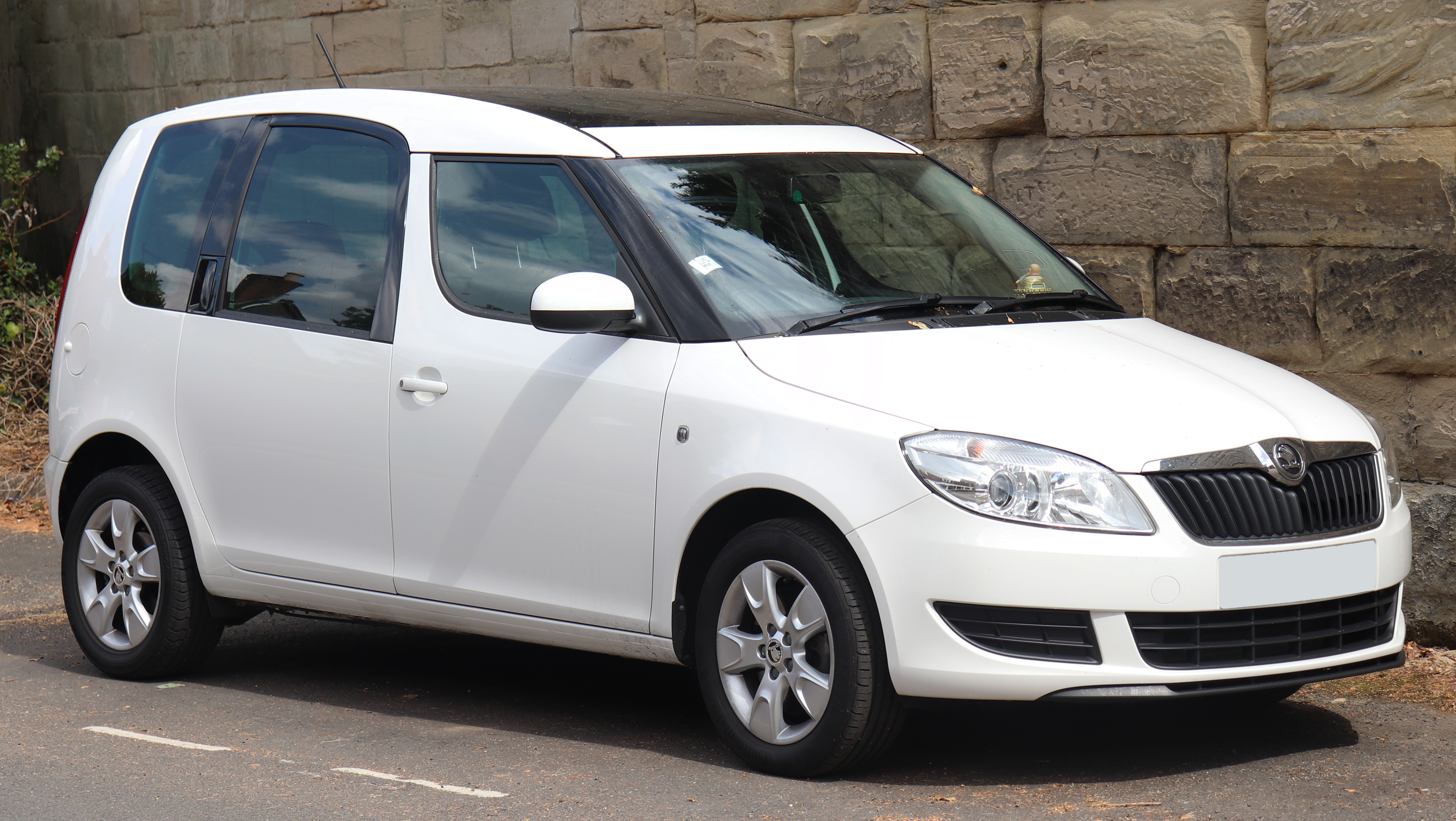
Škoda Roomster po liftingu

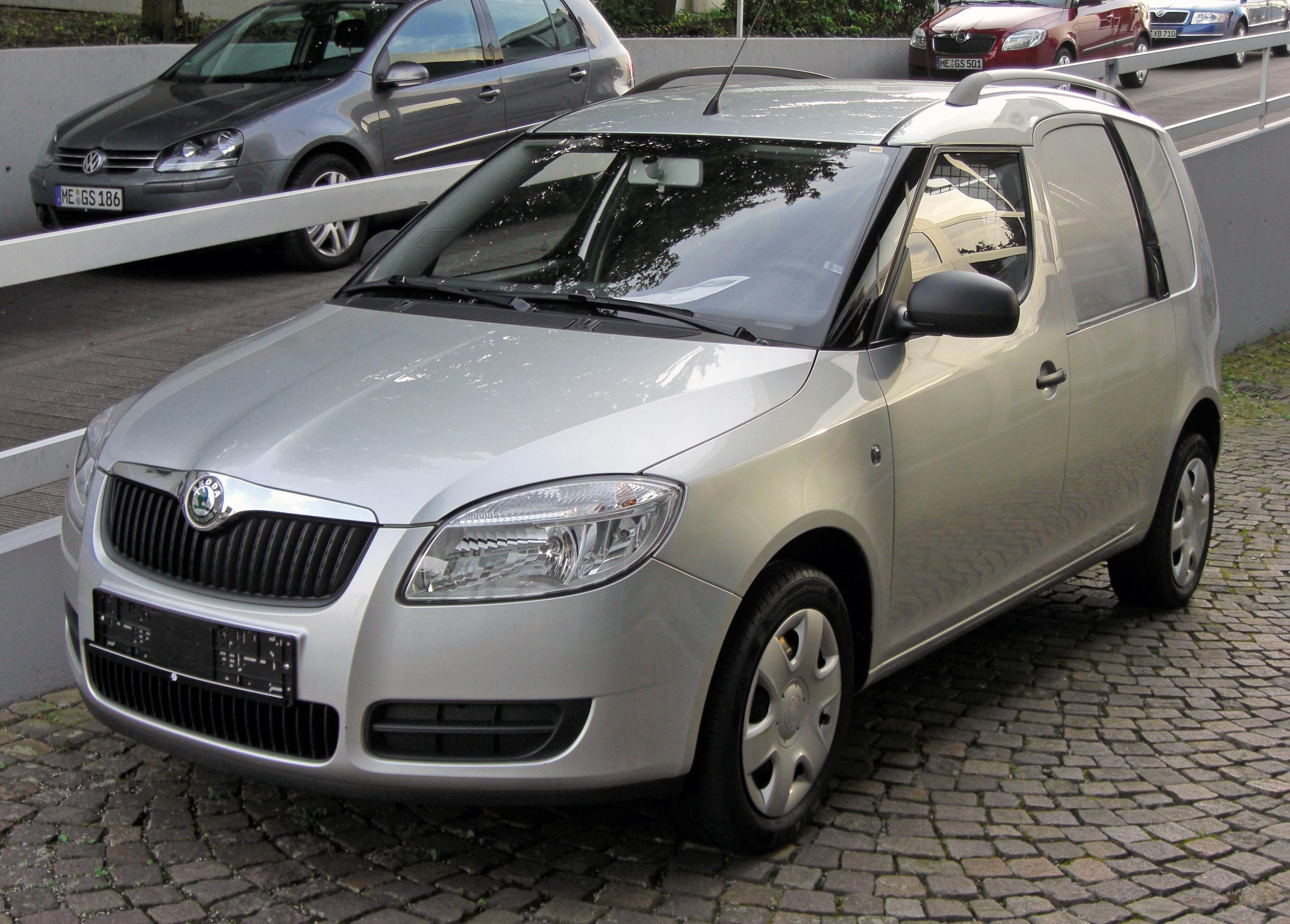
Škoda Praktik

Pojazd po raz pierwszy został zaprezentowany w 2003 roku jako samochód koncepcyjny podczas targów motoryzacyjnych we Frankfurcie. Produkcyjna wersja pojazdu została zaprezentowana trzy lata później podczas targów motoryzacyjnych w Genewie. Futurystyczne przesuwane z jednej strony drzwi z wersji koncepcyjnej zostały zastąpione podwójnymi tradycyjnie otwieranymi drzwiami. Zrezygnowano także z przeszklonej klapy bagażnika. Auto zbudowane zostało na płycie podłogowej modelu PQ34, którą dzieli m.in. z Škodą Octavią I, Audi TT I oraz Volkswagenem Golfem IV.
Na wiosnę 2010 roku auto przeszło face lifting. Zmodernizowano atrapę chłodnicy, przedni zderzak oraz zastosowano nieco większe reflektory. Ofertę uzupełniono o nowe wzory lakierów oraz felg. Zmodernizowano także deskę rozdzielczą pojazdu oraz wprowadzono turbodoładowany silnik benzynowy z bezpośrednim wtryskiem paliwa o pojemności 1.2 l (TSI), a z oferty wycofano dwie jednostki wysokoprężne 1.4 i 1.9 TDI, które zastąpione zostały silnikami 1.2 oraz 1.6 TDI.
W 2013 roku auto przeszło kilka drobnych zmian stylistycznych. Zastosowano nowe logo marki, nową dźwignię zmiany biegów oraz koło kierownicy z trzema lub czterema ramionami.

### Škoda Praktik
Latem 2007 roku wprowadzono do produkcji mały samochód dostawczy na bazie Roomstera o nazwie Škoda Praktik. Auto z wyglądu niczym nie różniło się od osobowej wersji.
Kosztem tylnych siedzeń wygospodarowano przestrzeń ładunkową o pojemności 1783 l. Model został opracowany do małych i średnich przedsiębiorstw, przedstawicieli handlowych i firm spedycyjnych.
Nazwa Praktik stosowana była już wcześniej przez Škodę do podkreślania użytkowego przeznaczenia modeli osobowych takich jak: Škoda Favorit, Škoda Felicia, Škoda Forman oraz Škoda Fabia. Zawsze były to dwumiejscowe pojazdy, z zasłoniętymi tylnymi szybami i dużą przestrzenią ładunkową kosztem tylnych siedzeń. Wiosną 2010 roku model został poddany liftingowi tak jak wersja osobowa.

### Następca i dalsze losy
W 2014 roku ogłoszono, że druga generacja modelu Roomster produkowana będzie od maja 2015 roku w polskich zakładach Volkswagen Poznań. W październiku 2015 roku Volkswagen ogłosił jednak wycofanie się z tych planów z racji oszczędności. Udało się wyprodukować 110 egzemplarzy drugiej generacji pojazdu, które były delikatnie zmodernizowanym Volkswagenem Caddy. Oba auta różniły się jedynie atrapą chłodnicy, reflektorami oraz logo. Jeden z egzemplarzy trafił do Muzeum Skody w Kvasinach jako niezrealizowany projekt samochodu. W 2019 roku zadebiutował miejski crossover Škoda Kamiq, który stał się nieformalnym następcą Roomstera.

## Wersje wyposażeniowe
- Active
- Ambition
- Fresh
- Elegance

Standardowe wyposażenie podstawowej wersji Active obejmuje m.in. dwie poduszki powietrzne, ABS, elektrycznie sterowane i podgrzewane lusterka, elektrycznie sterowane przednie szyby.

### Wersje specjalne
- Scout – osobowa wersja Roomstera przeznaczona do poruszania się w lekkim terenie zaprezentowana podczas Essen Motor Show 2006. Samochód dostępny jest z dwoma silnikami benzynowymi – 1.4 85 KM oraz 1.6 105 KM, a także z dwoma jednostkami wysokoprężnymi – 1.4 TDI 80 KM oraz 1.9 TDI 105 KM. Prześwit podwyższono o 43 mm[6]. Roomster mógł mieć 16- i 17-calowe koła[7][6]. We wnętrzu są dywaniki z napisem Scout[6]. Belkę skrętną skopiowano z Octavii[8]. Egzemplarz z silnikiem 1.4 TDI kosztował 81 tys. zł[6]. Konkurenci to: Volkswagen CrossTouran i Dacia Lodgy Stepway.
- GreenLine – samochód charakteryzuje oszczędna praca silnika, która przyczynia się do ochrony środowiska naturalnego[9].
- Biker
- Comfort Plus Edition
- Noire

## Silniki

### Benzynowe
| Silnik          | Pojemność skokowa [cm3] | Moc maksymalna [KM] ( [kW] ) przy obr./min | Maks. moment obrotowy [Nm] przy obr./min | Układ i liczba cylindrów | Układ rozrządu/ liczba zaworów | Przyśpieszenie (s) 0-100 km/h | Prędkość maksymalna km/h | Spalanie (l/100km) miasto/trasa/średnio |
| --------------- | ----------------------- | ------------------------------------------ | ---------------------------------------- | ------------------------ | ------------------------------ | ----------------------------- | ------------------------ | --------------------------------------- |
| 1.2 12v HTP     | 1198                    | 69 (51)/5400                               | 112/3000                                 | R3                       | DOHC/12                        | 15,9                          | 155                      | 8,7/5,5/6,8                             |
| 1.2 8v TSI      | 1197                    | 86 (63)/4800                               | 160/1500                                 | R4                       | OHC/8                          | 12,6                          | 172                      | 7,1/4,9/5,7                             |
| 1.2 16v TSI     | 1197                    | 105 (77)/5000                              | 175/1550                                 | R4                       | OHC/8                          | 10,9                          | 184                      | 7,1/4,9/5,7                             |
| 1.2 16v TSI DSG | 1197                    | 105 (77)/5000                              | 175/1550                                 | R4                       | OHC/8                          | 11,0                          | 184                      | 7,2/4,8/5,7                             |
| 1.4 16v         | 1390                    | 86 (63)/5000                               | 132/3800                                 | R4                       | DOHC/16                        | 13,0                          | 171                      | 8,9/5,6/6,8                             |
| 1.6 16v         | 1598                    | 105 (77)/5600                              | 153/3800                                 | R4                       | DOHC/16                        | 10,9                          | 184                      | 9,2/5,7/7,0                             |
| 1.6 16v Aut.    | 1598                    | 105 (77)/5600                              | 153/3800                                 | R4                       | DOHC/16                        | 12,5                          | 179                      | 10,4/6,2/7,7                            |

### Wysokoprężne
| Silnik     | Pojemność skokowa [cm3] | Moc maksymalna [KM] ( [kW] ) przy obr./min | Maks. moment obrotowy [Nm] przy obr./min | Układ i liczba cylindrów | Układ rozrządu/ liczba zaworów | Przyśpieszenie (s) 0-100 km/h | Prędkość maksymalna km/h | Spalanie (l/100km) miasto/trasa/średnio |
| ---------- | ----------------------- | ------------------------------------------ | ---------------------------------------- | ------------------------ | ------------------------------ | ----------------------------- | ------------------------ | --------------------------------------- |
| 1.2 TDI CR | 1199                    | 75 (55)/4000                               | 195/1500-2000                            | R3                       | OHC/12                         | 15,5                          | 162                      | 5,4/4,0/4,5                             |
| 1.4 TDI PD | 1422                    | 69 (51)/4000                               | 155/1600-2800                            | R3                       | OHC/6                          | 16,5                          | 158                      | 6,4/4,5/5,3                             |
| 1.4 TDI PD | 1422                    | 80 (59)/4000                               | 195/2200                                 | R3                       | OHC/6                          | 14,7                          | 165                      | 6,1/4,5/5,1                             |
| 1.6 TDI CR | 1598                    | 90 (66)/4200                               | 230/1500-2500                            | R4                       | OHC/16                         | 13,3                          | 171                      | 5,7/4,1/4,7                             |
| 1.6 TDI CR | 1598                    | 105 (77)/4400                              | 250/1500-2500                            | R4                       | OHC/16                         | 11,5                          | 181                      | 5,7/4,1/4,7                             |
| 1.9 TDI PD | 1896                    | 105 (77)/4000                              | 240/1800-2200                            | R4                       | OHC/8                          | 11,5                          | 182                      | 6,7/4,6/5,3                             |